# Brad Guan
Brad Guan, né le 10 juillet 1958, est un ancien joueur de tennis australien professionnel.

## Carrière
En 1981, Brad Guan joue pour la première fois en Grand Chelem, à l'Open d'Australie, où il s'incline dès le 1er tour face à Pat Dupré, en cinq sets. L'année suivante, il parvient jusqu'au 3e tour du même tournoi.
Ses performances en Grand Chelem sont meilleures en double puisqu'il atteint par deux fois les quarts de finale, d'abord en 1980 à l'Open d'Australie puis en 1982 à Roland-Garros.
En double également, il atteint une finale sur le Grand Prix tennis circuit, à Hobart, aux côtés de Phil Davies et en a remporté cinq sur le circuit Challenger à Cosenza et Messine en 1980, Travemünde en 1981, Solihull et Cologne en 1982.

## Palmarès

### Finale en double messieurs
| No | Date       | Nom et lieu du tournoi                            | Catégorie | Dotation | Surface    | Vainqueurs              | Partenaire  | Score    |  |
| -- | ---------- | ------------------------------------------------- | --------- | -------- | ---------- | ----------------------- | ----------- | -------- |  |
| 1  | 31-12-1979 | Australian Hard Court Tennis Championships Hobart |           | 50 000 $ | Dur (ext.) | John James Chris Kachel | Phil Davies | 6-4, 6-4 |  |

## Parcours dans les tournois duGrand Chelem

### En simple
| Année | Open d'Australie | Open d'Australie | Internationaux de France | Internationaux de France | Wimbledon | Wimbledon | US Open | US Open |
| ----- | ---------------- | ---------------- | ------------------------ | ------------------------ | --------- | --------- | ------- | ------- |
| 1981  | 1er tour (1/32)  | Pat Dupré        | —                        | —                        | —         | —         | —       | —       |
| 1982  | 3e tour (1/16)   | Hank Pfister     | 1er tour (1/64)          | Juan Avendaño            | —         | —         | —       | —       |

N.B. : à droite du résultat se trouve le nom de l'ultime adversaire.

### En double
| Année | Open d'Australie           | Open d'Australie      | Internationaux de France   | Internationaux de France | Wimbledon                  | Wimbledon              | US Open                 | US Open              |
| ----- | -------------------------- | --------------------- | -------------------------- | ------------------------ | -------------------------- | ---------------------- | ----------------------- | -------------------- |
| 1980  | 1/4 de finale E. Ewert     | E. Edwards C. Edwards | —                          | —                        | 2e tour (1/16) A. Gardiner | S. Birner J. Hřebec    | —                       | —                    |
| 1981  | 1er tour (1/16) W. Hampson | Syd Ball S. Krulevitz | 1er tour (1/32) W. Hampson | R. Cano Á. Giménez       | 2e tour (1/16) W. Hampson  | P. McNamara P. McNamee | —                       | —                    |
| 1982  | 3e tour (1/8) W. Maher     | A. Andrews J. Sadri   | 1/4 de finale D. Tarr      | S. Stewart F. Taygan     | —                          | —                      | 2e tour (1/16) W. Maher | R. Acuña J. C. Ayala |

N.B. : le nom du ou de la partenaire se trouve sous le résultat ; le nom des ultimes adversaires se trouve à droite.